# Film and Television Institute of India
Das Film and Television Institute of India (FTII) ist Indiens führende Film- und Fernsehhochschule. 

## Geschichte
Sie wurde 1960 in Pune auf dem ehemaligen Studiogelände der 1953 geschlossenen Prabhat Film Company als Film Institute of India gegründet. Seit 1974 ist sie selbständig und wird vom indischen Ministry of Information and Broadcasting gefördert. Gleichzeitig wurde auf Betreiben des staatlichen Fernsehsenders Doordarshan auch Fernsehausbildung mit eingeschlossen. Das FTII ist Mitglied im internationalen Filmhochschulverband CILECT.

## Studium
Die Filmhochschule bietet Drei-Jahres-Diplomkurse in den Schwerpunkten Regie, Filmschnitt, Kamera und Ton an. Daneben gibt es Zwei-Jahres-Kurse in Schauspiel, Szenenbild und Animation, sowie Ein-Jahres-Kurse in Drehbuch, Videoschnitt und anderen Richtungen.
Der Regisseur Ritwik Ghatak war Professor und 1966/67 Vizedirektor der Hochschule. Zu seinen Schülern gehörten mit den Regisseuren Mani Kaul, Kumar Shahani und Adoor Gopalakrishnan sowie dem Kameramann K. K. Mahajan wichtige Vertreter der in den 1970er Jahren als New Indian Cinema bekannt gewordenen Bewegung künstlerisch orientierter Filmschaffender.
Zu den Absolventen gehören auch die Regisseure Shaji N. Karun, Vidhu Vinod Chopra, Subhash Ghai, Mahesh Bhatt, Sanjay Leela Bhansali, Santosh Sivan und Vimukthi Jayasundara; die Schauspieler Smita Patil, Shabana Azmi, Naseeruddin Shah, Om Puri und Kulbhushan Kharbanda sowie die Filmeditorin Renu Saluja.
Das FTII produzierte zwei Spielfilme: Mahesh Kauls Raakhi Raakhi (1969) und Vishram Bedekars Jai Jawan Jai Makan (1971).

## Direktoren
1. Gajanan Jagirdar (1960–1962)
2. Jagat Murari (1962–1971)
3. Girish Karnad (1974–1975)
4. N. V. K. Murthy (1975–1976)
5. Jagat Murari (1976–1979)
6. N. V. K. Murthy (1979–1986)
7. K. G. Verma (1986–1991)
8. Vijay B. Chandra (1991–1993)
9. John Sankaramangalam (1993–1996)
10. Mohan Agashe (1997[1]–2002)
11. L. K. Upadhyaya/Prem Matiyani (interim 2002–2003)
12. Tripurari Sharan (2003–2008)
13. Pankaj Rag (2008–2011)
14. Dharmendra Jai Narain (2011–2015)
15. Prashant Pathrabe (2015–)